# Anders Hove
Anders Hove (født 16. januar 1956 i Grønland) er en dansk skuespiller.
Anders Hove er uddannet på Statens Teaterskole 1983.

## Film
- Midt om natten (1984)
- Oviri (1986)
- Mord i mørket (1986)
- Flamberede hjerter (1986)
- Notater om kærligheden (1989)
- Dagens Donna (1990)
- To mand i en sofa (1994)
- Kun en pige (1995)
- Riget II (1997)
- Idioterne (1998)
- Manden som ikke ville dø (1999)
- Mifunes sidste sang (1999)
- At klappe med een hånd (2001)
- At kende sandheden (2002)
- De fem benspænd (2003)
- Voksne mennesker (2005)
- Lotto (2006)
- Fidibus (2006)
- Direktøren for det hele (2006)
- Ledsaget udgang (2007)
- Frygtelig lykkelig (2008)
- Profetia (2009)
- Max Pinlig 2 - sidste skrig (2011)
- Far til fire - tilbage til naturen (2011)
- Over kanten (2012)

## Priser og hædersbevisninger
- 2015: Reumert (for bedste birolle i Den som falder, Det Kongelige Teater)[2]